# 長尾站 (香川縣)
長尾站（日语：／ Nagao eki */?）是位於香川縣讚岐市、隷屬於高松琴平電氣鐵道（琴電）長尾線的車站。車站編號為N17，是長尾線下行的終點站，每日均有站員駐守當值。
此站雖然是終點站，但是由於路軌有微彎，據說是為了避開長尾寺並繼續向東延長路線。事實上，前身高松電氣軌道於1912年計劃延長至白鳥本町，並取得營業許可，但最終於1916年失效而不能成事。不過，於縣道志度山川線處也曾經設有收購紀錄。

## 車站構造

### 站房
設有兩層高的木建站房，正門前端設有梯級及無障礙斜道。地下為站務室、候車大堂、開放式閘口及洗手間（入口設於月台內），二樓為員工宿舍，是讓下行的最終列車到站後，職員可以沿洗手間旁的屋外樓梯到達二樓留宿。
地下左側設有自動售票機，處理IruCa事宜的窗口及公共電話，而在右側的開放式閘口中央，擺放了1組對應出、入站的IC卡感應器。而站外亦放置了多部可對應IruCa的自動販賣機。

### 月台
頭端式側式月台1座，長度約為50米。另有不設置月台的側線1條，供非繁忙時段、終着列車及深宵留置時使用。
列車停靠時，通常都會駛至貼近盡頭的位置，為右側下車、左側上車，而列車停靠部份的月台（約30米），也裝設了上蓋、背板及三張候車長櫈。
| 路線     | 方向 | 目的地       | 備註 |
| -------- | ---- | ------------ | ---- |
| ■ 長尾線 | 上行 | 高松築港方向 |      |

### 琴電長尾站泊車轉乘停車場

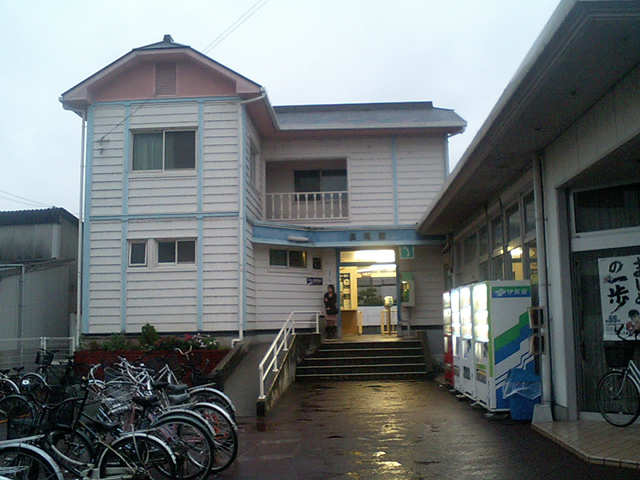
長尾站車站大樓。右邊建築物是舊琴電超級市場。2005年10月18日攝影

現時在站房旁的空地，設置有26個泊車轉乘泊位的停車場，可用作月租車車位或日租使用。本地原來為「琴電超級市場」的所在地，結業後建築物一直被空置着，過往當地居民曾經希望將此改為試辦「長尾文化沙龍」（即類似一般市村町內的「文化交流中心」之類的社區設施），但最終皆沒有實現，而長久的丟空也最終使建築物被拆去。

## 歷史
- 1912年4月30日：車站啟用。
- 1986年4月26日：重建車站大樓。
- 2007年7月1日：泊車轉乘專用停車場開始使用。

## 使用狀況
| 1日上落人數推斷 | 1日上落人數推斷 |
| 年度            | 1日平均人數     |
| --------------- | --------------- |
| 2011            | 1,016           |
| 2012            | 1,003           |
| 2013            | 1,000           |
| 2014            | 985             |
| 2015            | 1,012           |
| 2016            | 1,065           |
| 2017            | 1,074           |
| 2018            | 1,038           |
| 2019            | 988             |
| 2020            | 804             |
| 2021            | 804             |
| 2022            | 878             |

## 相鄰車站
高松琴平電氣鐵道
■長尾線
公文明（N16）－長尾（N17）

## 外部連結
- 高松琴平電鐵長尾站資訊 （页面存档备份，存于）（日語）